# Bradypodion
Bradypodion ist eine im südlichen Afrika verbreitete Gattung von Chamäleons.
Die Arten kommen von Namibia und Mosambik bis Südafrika vor. Sie sind tagaktiv und klettern vorwiegend im Bewuchs.
Diese kleinen Chamäleons sind ohne Schwanz 50 bis 75 mm lang und 7 bis 11 g schwer. Der Schwanz ist allgemein kürzer als die Kopf-Rumpf-Länge und auf der Oberseite ist oft ein Kamm vorhanden. Als untypisch für die Familie gelten die Männchen, die allgemein kleiner als Weibchen sind. Gelegentlich erreichen Weibchen das zweifache bis fünffache Gewicht. Da die Population aus sehr vielen Jungtieren besteht, tritt dieses Merkmal nicht deutlich hervor.

## Arten
The Reptile Database listet folgende Arten, Verbreitung laut IUCN.
- Bradypodion atromontanum, Swartberge, Südafrika
- Bradypodion barbatulum, südliches Südafrika
- Bradypodion baviaanense, kleines Gebirge der Provinz Ostkap, Südafrika
- Bradypodion caeruleogula, östliches Südafrika
- Bradypodion caffrum, südöstliches Südafrika
- Bradypodion damaranum, südliche Küstenregion, Südafrika
- Bradypodion dracomontanum, Drakensberge, Südafrika und möglicherweise Lesotho
- Bradypodion gutturale, Westkap, Südafrika
- Bradypodion kentanicum, südöstliche Küstenregion, Südafrika
- Bradypodion melanocephalum, südöstliches KwaZulu-Natal
- Bradypodion nemorale, KwaZulu-Natal
- Bradypodion ngomeense, Wald bei Nongoma, Südafrika
- Bradypodion occidentale, westliches Südafrika, möglicherweise bis Namibia
- Bradypodion pumilum, Westkap, Südafrika
- Bradypodion setaroi, östliche Küstenregion, Südafrika und südliches Mosambik
- Bradypodion taeniabronchum, Elandsberg und Umgebung
- Bradypodion thamnobates, KwaZulu-Natal, Südafrika
- Bradypodion transvaalense, östliches Südafrika und Eswatini
- Bradypodion ventrale, zwischen Lesotho und Gqeberha
- Bradypodion venustum, Langeberg und Umgebung

Mehrere frühere Vertreter der Gattung wurden in die Gattung Kinyongia überführt.
Die IUCN listet Bradypodion caeruleogula, Bradypodion caffrum und Bradypodion thamnobates als stark gefährdet (endangered).